# Skangal
Skangal är ett gods i Liepa socken i Lettland, cirka 110 km nordost om Riga i Priekuļi kommun.
Gården ägdes före andra världskriget av Olof Palmes morfar, Woldemar von Knieriem. Den blev till skillnad från den balttyska adelns gods inte indragen till den lettiska staten, då det rörde sig om en bondgård och familjen von Knieriem inte heller tillhörde den gamla balttyska adeln. Syskonen Catharina, Claës och Olof Palme tillbringade många barndomssomrar här. Gården nationaliserades under den sovjetiska ockupationen. Byggnaderna förföll och marken användes för militära ändamål. 
När Lettland åter blev självständigt återfick släkten Palme egendomen. Skangal var mycket förfallet och skänktes den 17 maj 1994 till Frälsningsarmén. Det har sedan dess renoverats för 30 miljoner kronor och fungerade först som skolhem. Barnen som bor på Skangal går numera istället på en närbelägen skola.